# Battaglia di Isandlwana
La battaglia di Isandlwana (soventemente scritta anche come Isandhlwana) ebbe luogo il 22 gennaio del 1879 nei pressi dell'omonima montagna del Sudafrica orientale, nel corso della guerra anglo-zulu. Primo scontro su larga scala del conflitto, la battaglia vide una forza britannica di circa 1 800 uomini tra truppe regolari e coloniali, comandata dal tenente colonnello Henry Burmester Pulleine e dal colonnello Anthony Durnford, confrontarsi con l'armata principale del Regno Zulu, guidata dai comandanti Ntshingwayo kaMahole Khozab e Mnyamana kaNgqengelele, forte di 20 000 guerrieri. Le forze zulu colsero di sorpresa l'accampamento nemico e dopo un duro combattimento annientarono quasi completamente il contingente britannico.
La disfatta patita dalle forze britanniche nella battaglia provocò grande costernazione in patria e obbligò il comandante in capo lord Chelmsford a interrompere l'invasione del regno zulu per rivedere tutta la sua strategia. Lo scontro rappresentò la peggiore sconfitta riportata dalle forze armate britanniche contro un nemico tecnologicamente inferiore, e le perdite risultarono le più alte mai patite dal British Army contro un nemico africano; insieme con la battaglia di Adua (1º marzo 1896), Isandlwana rappresentò una delle maggiori vittorie riportate da un esercito indigeno dell'Africa subsahariana contro una forza coloniale europea.

## Antefatti

### Le origini della battaglia

L'Africa meridionale nel 1885

Per gran parte del XIX secolo i territori dell'attuale Sudafrica avevano costituito una fonte di preoccupazioni per le autorità britanniche. Il Regno Unito aveva strappato la strategica penisola del Capo ai precedenti colonizzatori olandesi nel 1806 ma si era dimostrato riluttante a estendere la sua influenza nell'entroterra, ritenuto di scarsa importanza. Il regime coloniale britannico era fonte di insoddisfazione per gli originari coloni bianchi del Capo di origine olandese, i boeri, in particolare per quanto riguardava l'imposizione delle tasse e l'abolizione della schiavitù, così tra il 1830 ed il 1850 le popolazioni boere diedero inizio a un vasto fenomeno migratorio verso le regioni interne del Sudafrica (Grande Trek), nel tentativo di sottrarsi al dominio britannico e di creare una propria patria.
La vasta migrazione boera provocò una serie di scontri e piccole guerre con le popolazioni e i regni africani dell'interno, obbligando le autorità britanniche a intervenire nel ruolo di "polizia coloniale" per mantenere l'ordine entro le proprie frontiere, estendendo così i confini dei propri domini; intorno alla metà del XIX secolo si era giunti a una situazione di stallo: i britannici controllavano direttamente le colonie del Capo e del Natal (l'ex Repubblica di Natalia boera, sotto controllo britannico dal 1843) e una serie di poco importanti protettorati indigeni, mentre i boeri mantenevano il controllo di due piccole repubbliche, il Transvaal e lo Stato Libero dell'Orange.
La scoperta nel 1870 di vasti giacimenti diamantiferi nella regione di Kimberley spinse il governo britannico a rivedere il suo interesse per questi lontani possedimenti: venne quindi varata la politica della "Confederazione", mirante a portare il coacervo di colonie britanniche, repubbliche boere e regni africani sotto il comune controllo di Londra, sul modello di quanto già realizzato in Canada. La nomina nel 1877 di Henry Bartle Frere ad Alto commissario per il Sudafrica portò a un'accelerazione di tale politica: quello stesso anno i britannici annetterono il Transvaal, ridotto alla bancarotta a causa dell'impossibilità di riscuotere le tasse tra la popolazione boera locale, fieramente indipendente. L'annessione fece però subentrare i britannici in una vecchia disputa di confine tra la repubblica e uno dei pochi stati africani ancora indipendenti: il Regno Zulu.
Emerso all'inizio del XIX secolo da un periodo di lotte intestine e scontri con i popoli vicini, il Regno Zulu si era affermato come potenza locale grazie alla guida di re Shaka, che riunì vari clan e gruppi sotto una forte autorità centralizzata e ben organizzata; dotato di un esercito molto ben strutturato, il regno si era ritagliato il controllo di una fetta di territorio lungo la costa orientale del Sudafrica, stretto tra il Transvaal, il Natal a ovest e il Mozambico portoghese a nord. Spesso in conflitto con i boeri, gli zulu avevano però mantenuto buoni rapporti con i britannici nel Natal, ma ciò nonostante nel 1877 Frere iniziò a considerare nel Regno il principale ostacolo alla politica della Confederazione: un forte potere centrale, sostenuto da un sofisticato e ben organizzato apparato militare, era considerato una minaccia agli interessi coloniali britannici nella regione.
Appoggiato anche dal comandante delle forze britanniche in Sudafrica, Lord Chelmsford, nel corso del 1878 Frere portò avanti una campagna propagandistica contro gli zulu per preparare il terreno a un intervento armato, sebbene il governo di Londra, impegnato contemporaneamente nella problematica seconda guerra anglo-afghana, fosse riluttante a farsi coinvolgere in un nuovo conflitto in Sudafrica.
Puntando a mettere Londra davanti al fatto compiuto e prendendo a pretesto alcuni incidenti di frontiera, l'11 dicembre 1878 Frere fece recapitare al re Cetshwayo un ultimatum in cui intimava al Regno una serie di gravose condizioni, prima tra tutte lo smantellamento del sistema militare zulu. Benché Cetshwayo fosse contrario alla guerra e ricercasse una soluzione negoziata, le condizioni dei britannici si dimostrarono impossibili da accettare, come Frere sperava, visto che andavano a toccare il cuore delle istituzioni statali zulu; senza aver ricevuto risposta all'ultimatum, le truppe di Chelmsford diedero avvio alla campagna il 6 gennaio 1879.

### L'invasione

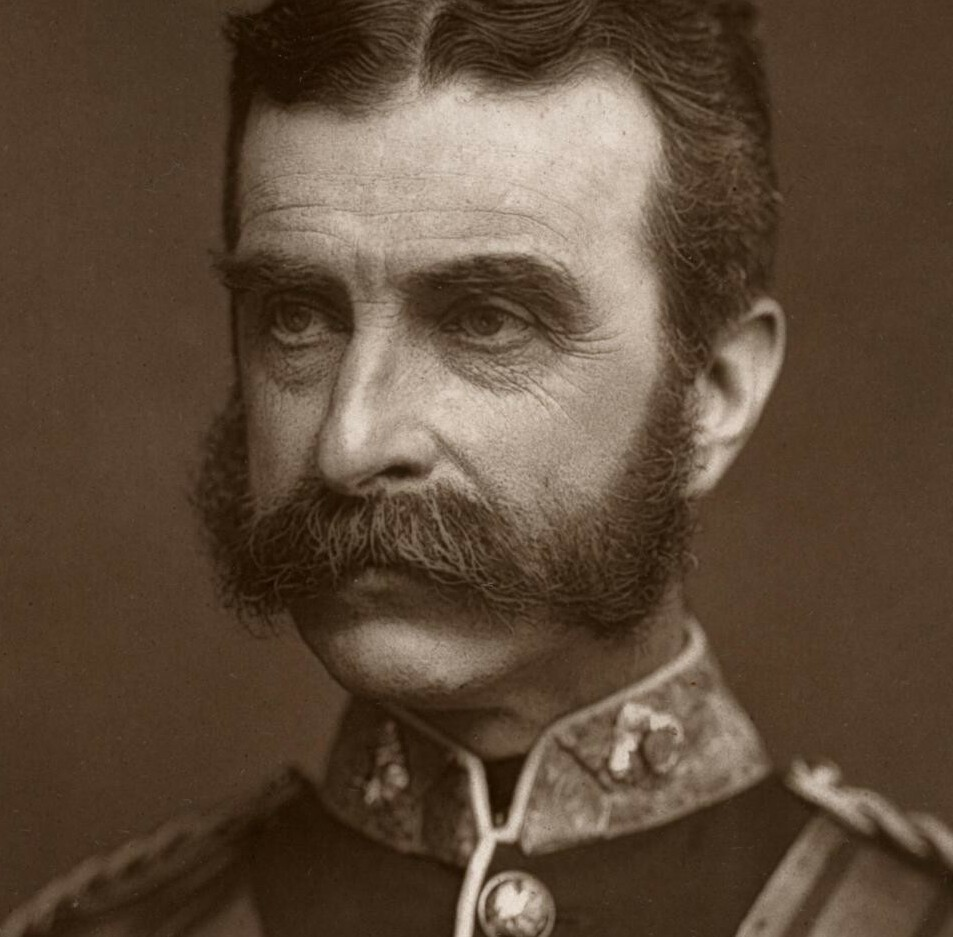
Frederic Thesiger, II barone di Chelmsford, comandante in capo delle forze britanniche in Sudafrica

Né Frere né Chelmsford si aspettavano che la campagna contro gli zulu potesse essere particolarmente impegnativa. Giusto poco prima di iniziare la guerra anglo-zulu Chelmsford stesso era stato impegnato nell'ultima delle nove guerre di Frontiera del Capo: al comando di una forza mista di regolari britannici, volontari bianchi locali e ausiliari africani il generale aveva represso una rivolta delle tribù Xhosa, operando su un terreno accidentato contro un elusivo nemico che prediligeva tattiche mordi e fuggi e di guerriglia allo scontro in campo aperto. Chelmsford iniziò quindi la campagna tenendo a mente questa precedente esperienza: riteneva che lo scopo principale fosse quello di braccare i guerrieri zulu, spingerli in un angolo e costringerli alla battaglia campale, dove la potenza di fuoco dei reparti britannici poteva agevolmente avere ragione di qualsiasi nemico indigeno.

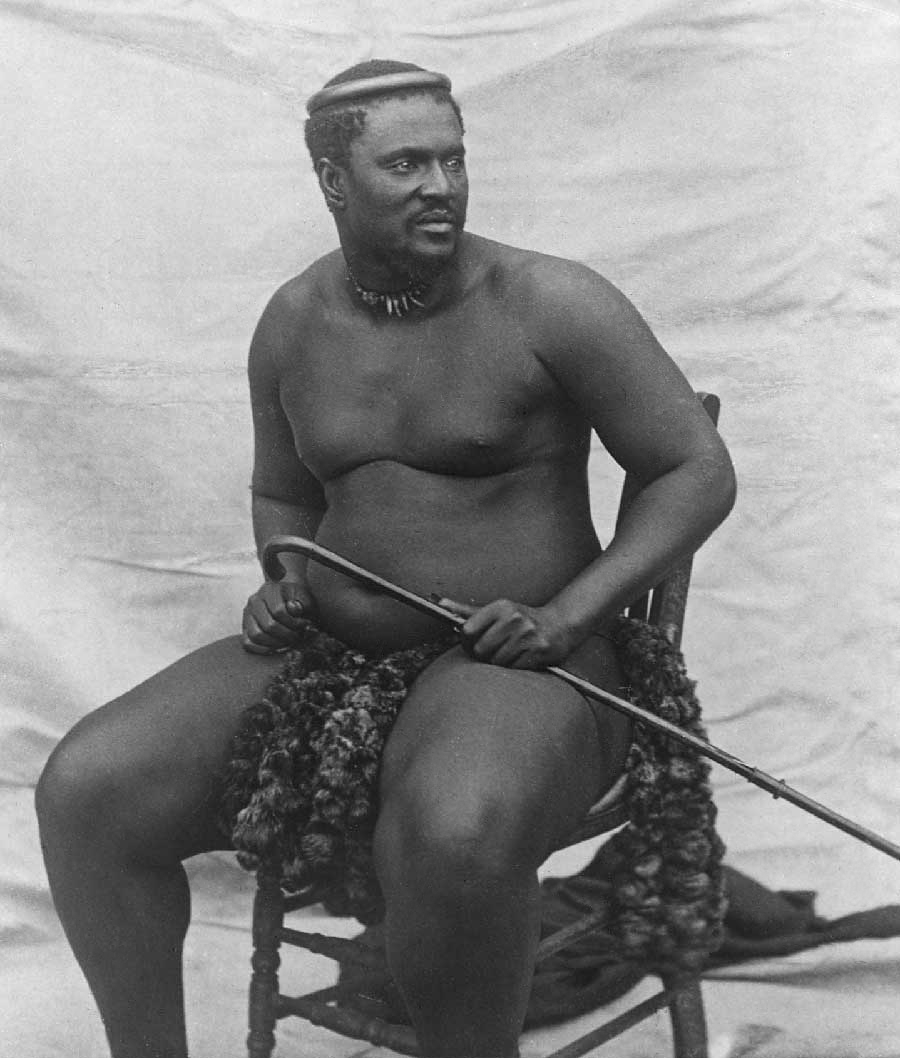
Il re zulu Cetshwayo kaMpande

Il piano originario prevedeva che il Regno Zulu dovesse essere invaso da cinque diverse colonne, ma la mancanza di carriaggi e bestie da soma per le enormi esigenze logistiche dei britannici, unita alla necessità di impedire incursioni di gruppi isolati di zulu oltre la frontiera, spinsero Chelmsford a ridurre a tre le colonne offensive, relegando le altre due a scopi difensivi. A nord la colonna N. 4 del colonnello Henry Evelyn Wood sarebbe entrata nel Regno attraverso il fiume Ncome ed avrebbe preso possesso delle propaggini settentrionali delle terre zulu, mentre la colonna N. 1 del colonnello Charles Pearson sarebbe avanzata lungo la fascia costiera dopo aver attraversato il Tugela; la colonna N. 2 del colonnello Anthony Durnford avrebbe protetto il confine del Natal sull'alto corso del Tugela, un po' più a nord delle truppe di Pearson, mentre la colonna N. 5 del colonnello Hugh Rowlands sarebbe rimasta nel Transvaal a Luneburg, molto a nord del teatro principale, sia per fronteggiare sconfinamenti degli zulu sia per tenere d'occhio gli scontenti boeri. La colonna N. 3 sarebbe avanzata al centro, dopo aver attraversato il fiume Mzinyathi ("Buffalo" per i bianchi) al guado di Rorke's Drift: la colonna era nominalmente sotto il comando del colonnello Richard Thomas Glyn, ma la presenza dello stesso Chelmsford con essa annullava di fatto l'autorità del primo. Le varie colonne dovevano procedere separatamente nelle terre zulu per poi convergere verso la residenza reale di Ulundi, dove si sperava si sarebbe svolta la battaglia campale risolutiva del conflitto; nonostante la frammentazione delle sue forze, Chelmsford stesso riteneva che ciascuna colonna fosse sufficientemente forte da poter respingere attacchi da parte del principale esercito zulu.
Dopo aver concentrato le sue forze nel villaggio di Helpmekaar sul finire del dicembre 1878, Chelmsford condusse la Colonna N. 3 verso il guado di Rorke's Drift, una delle principali vie d'accesso alle terre zulu: l'11 gennaio 1879 le forze britanniche attraversarono il fiume Mzinyathi senza incontrare opposizione, iniziando a spingersi all'interno. A difesa di Rorke's Drift, dove degli edifici di una vecchia missione erano stati riadattati a fungere da ospedale e magazzino avanzato per la colonna, furono lasciate una compagnia di regolari britannici e una di ausiliari indigeni del Natal Native Contingent (NNC). Una volta oltre il fiume Chelmsford diresse le sue truppe verso la residenza di un capo zulu locale, Sihayo: questi era uno dei responsabili degli sconfinamenti denunciati nell'ultimatum, e in ogni caso il generale non voleva lasciarsi alle spalle nessuna forza ostile; con Sihayo e gran parte dei suoi guerrieri a Ulundi per rispondere alla mobilitazione dell'esercito decisa dal re Cetshwayo, la residenza fu facilmente espugnata con un assalto frontale dell'NNC e una manovra aggirante dei reparti a cavallo. Chelmsford si spinse all'interno, ma la vecchia pista carovaniera scelta come asse dell'avanzata si rivelò in pessimo stato e la colonna dovette aspettare per più di una settimana accampata vicino alla residenza di Sihayo mentre i genieri cercavano di rendere transitabile la strada; mentre attendeva Chelmsford inviò un messaggio a Durnford, ordinandogli di lasciare i suoi battaglioni dell'NNC a difesa del Tugela e di raggiungerlo con il resto delle truppe della colonna N. 2. Durnford giunse al Rorke's Drift il 20 gennaio, proprio mentre Chelmsford e la colonna N. 3 si spingevano verso il sito prescelto per un nuovo accampamento, sulle pendici orientali di un monte solitario conosciuto come Isandlwana.

## Le forze in campo

### Le colonne N. 2 e 3
Visto il rifiuto del governo di Londra di inviare ulteriori rinforzi in Sudafrica, Chelmsford dovette accontentarsi di quanto già disponibile nella regione. La spina dorsale della colonna N. 3 di Glyn era rappresentata da due battaglioni di fanteria regolare britannica, il 1º e il 2º Battaglione del 24th Regiment of Foot (ex 2nd Warwickshire); era relativamente raro che due battaglioni di uno stesso reggimento si trovassero a combattere insieme: il nuovo ordinamento militare prevedeva che uno dovesse rimanere in patria mentre l'altro prestava servizio oltremare e, anche se le esigenze del vasto impero coloniale britannico facevano ormai venire meno tale schema, era frutto del caso il fatto che due battaglioni di uno stesso reggimento prestassero servizio congiuntamente. Il 1º battaglione (1/24º) si trovava in Sudafrica dal 1875 ed era stato intensamente impiegato contro gli Xhosa, mentre il 2/24º era arrivato nella colonia solo nel 1878 e aveva di conseguenza meno esperienza bellica; ogni battaglione aveva otto compagnie con una forza teorica di cento uomini ciascuna: i fanti britannici erano armati con l'affidabile fucile Martini-Henry calibro .45 (11,43 mm), a retrocarica a colpo singolo. La guerra anglo-zulu fu l'ultima in cui tutta la fanteria di linea vestiva la tradizionale giubba rossa.
Poiché non vi erano reparti di cavalleria regolare in Sudafrica, Chelmsford dovette arrangiarsi in vario modo: venne formato un contingente di fanteria a cavallo (Imperial Mounted Infantry) composto da soldati regolari capaci di cavalcare, ma il grosso delle truppe montate venne fornito da varie milizie locali semi-regolari reclutate tra i coloni bianchi del Natal: la colonna N. 3 disponeva di piccoli distaccamenti della Natal Mounted Police, dei Natal Carbineers, dei Newcastle Mounted Rifles e dei Buffalo Border Guard, oltre ad uno squadrone di fanteria a cavallo. Nonostante l'opposizione dei coloni ad armare la popolazione nera, Chelmsford ordinò di reclutare diversi reggimenti del Natal Native Contingent (NNC) tra i gruppi indigeni tradizionalmente ostili agli zulu, e due battaglioni del 3º reggimento NNC accompagnarono la colonna N. 3: ogni battaglione aveva dieci compagnie composte da cento soldati di colore e nove ufficiali bianchi (generalmente coloni, spesso mal disposti verso i loro stessi soldati); arruolati poco prima dell'inizio delle ostilità, i membri dell'NNC avevano avuto poco tempo per addestrarsi e, sempre per l'opposizione dei coloni, solo un uomo ogni dieci era stato dotato di un'arma da fuoco, in genere vecchia od obsoleta, mentre gli altri erano armati con le lance e gli scudi tradizionali. Completavano l'organico della colonna N. 3 i sei cannoni da 7 libbre ad avancarica e rigati della batteria N della Royal Artillery, oltre una compagnia di genieri regolari ed una di pionieri di colore.
Le uniche truppe regolari della colonna N. 2 di Durnford erano i dieci uomini di una batteria di tre lanciarazzi Hale da 9 libbre della Royal Artillery, mentre il resto della formazione era composto da reparti di nativi, con cui Durnford aveva da tempo instaurato un buon rapporto: la colonna disponeva di tre battaglioni dell'NNC (nessuno presente ad Isandlwana), una compagnia di pionieri di colore e cinque plotoni da cinquanta uomini ciascuno del Natal Native Horse, formazione di indigeni a cavallo già impiegata in passate campagne, i cui componenti vestivano abiti europei ed erano bene armati con armi da fuoco moderne.

#### Ordine di battaglia - forze britanniche
Forze all'11 gennaio 1879:

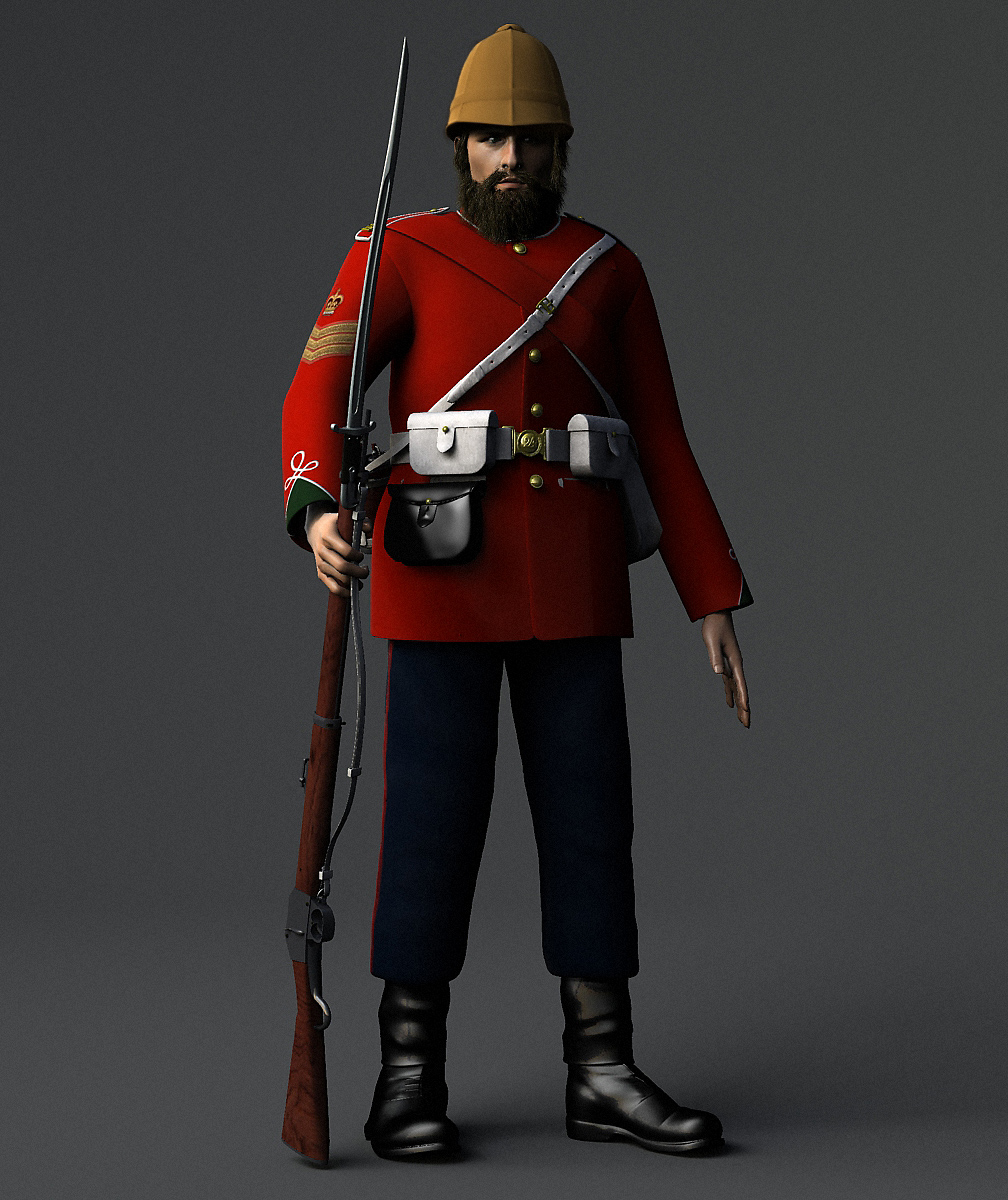
Ricostruzione moderna di un sergente del 24th Regiment of Foot con l'uniforme in uso nel 1879

Colonna N. 2 - colonnello Anthony Durnford
- Batteria razzi, 11º battaglione 7ª brigata Royal Artillery;
- 1º Reggimento, Natal Native Contingent (3 battaglioni);
- Natal Native Horse (5 plotoni);
- 3ª compagnia, Natal Native Pioneer Corps.

Totale: 5 uomini di stato maggiore, 3 488 fanti indigeni, 315 cavalieri indigeni, 3 lanciarazzi con 10 artiglieri, 63 civili tra guide e conducenti dei carri.
Colonna N. 3 - colonnello Richard Glyn
- Batteria N, 5ª brigata Royal Artillery;
- 1º battaglione, 24th Regiment of Foot;
- 2º battaglione, 24th Regiment of Foot;
- 1º squadrone, Imperial Mounted Infantry;
- Natal Mounted Police;
- Natal Carbineers;
- Newcastle Mounted Rifles;
- Buffalo Border Guard;
- 3º reggimento, Natal Native Contingent (2 battaglioni);
- 5ª compagnia, Royal Engineers;
- 1ª compagnia, Natal Native Pioneer Corps.

Totale: 20 uomini di stato maggiore, 1 275 fanti regolari, 2 566 fanti indigeni, 320 cavalieri, 6 cannoni con 132 artiglieri, 346 civili tra guide e conducenti dei carri.

### L'impi zulu

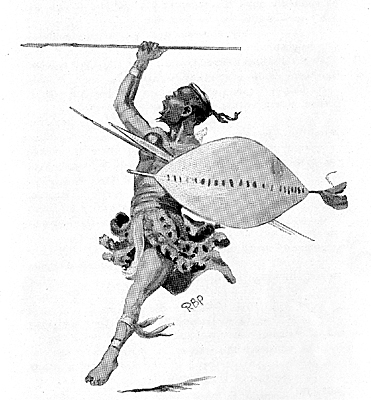
Un guerriero zulu armato di zagaglia e giavellotti

Le linee essenziali del sistema militare zulu erano state tracciate dal re Shaka all'inizio del XIX secolo e fedelmente portate avanti dai suoi successori; lo stesso Cetshwayo aveva dato il via nel 1873 a una serie di riforme per rivitalizzare lo strumento militare zulu, elemento portante di tutto il regno. La struttura dell'esercito zulu (impi) si basava su un insieme di reggimenti (amabutho, singolare ibutho) diversificati in base all'età dei componenti: ogni due anni il re convocava tutti i giovani del regno che avessero compiuto 18 o 19 anni e li riuniva in un reggimento, assegnando loro anche un appezzamento di terreno dove erigere la loro caserma (ikhanda, plurale amakhanda); le reclute rimanevano al servizio del re finché a tutto il reggimento non veniva concesso il permesso di sposarsi (generalmente intorno ai 30-40 anni), passando quindi alla riserva nazionale mobilitata solo in caso di guerra: durante il loro servizio attivo gli amabutho svolgevano vari compiti come coltivare i campi del re, partecipare alle battute di caccia reali e alle cerimonie nazionali e mantenere l'ordine interno del regno.
Ogni ibutho si divideva in due ali, a loro volta suddivise in più compagnie di 50-70 guerrieri ciascuna; gli effettivi di un ibutho si aggiravano di solito intorno ai 1 500 uomini, anche se i reggimenti più giovani potevano essere molto più ampi. I comandanti delle compagnie erano eletti dagli stessi guerrieri che ne facevano parte, mentre i comandanti delle ali e il comandante del reggimento erano di nomina regia; fin dai tempi di Shaka il re non accompagnava più l'esercito in battaglia, preferendo nominare un comandante di sua fiducia: a Isandlwana l'impi zulu era nominalmente guidato dall'induna ("comandante" ma anche "funzionario di stato") Mnyamana kaNgqengelele, già "primo ministro" di Cetshwayo, il quale tuttavia aveva preferito cedere il comando effettivo all'induna Ntshingwayo kaMahole Khozab, più esperto di cose militari. In battaglia la formazione assunta di solito era la cosiddetta impondo zankomo ("le corna della bestia"): un gruppo di amabutho veterani formava il centro dello schieramento ("petto") che lanciava un attacco frontale, mentre due gruppi di amabutho più giovani formavano due ali ("corna") che compivano un movimento accerchiante sui due lati del nemico; altri guerrieri veterani erano tenuti in riserva ("fianchi") dietro il centro. Non esistevano reparti a cavallo.

La impondo zankomo: 1. nemico; 2. corna; 3. petto; 4. fianchi

Ogni ibutho aveva una propria uniforme, diversa da reggimento a reggimento, costituita da una particolare combinazione di copricapi e ornamenti di piume e code di vacca, anche se in battaglia ne veniva portata una versione molto semplificata; i guerrieri avevano scudi ovali di pelle bovina dotati di una precisa colorazione: i reggimenti giovani li avevano completamente neri e quelli anziani completamente bianchi. La posizione e la dimensione delle chiazze bianche sullo scudo nero indicava quanto un reggimento fosse composto di veterani. Ogni guerriero era armato con una zagaglia, una lancia dall'impugnatura molto corta e dalla lama lunga 30/45 cm usata per infliggere affondi, mentre molti portavano anche lance dalla lama più piccola da usare come giavellotti oppure mazze di legno; nel 1879 molti guerrieri zulu portavano ormai anche armi da fuoco, importate dal Mozambico o contrabbandate dal Natal: sebbene non mancasse qualche modello più moderno, in maggioranza si trattava di vecchi fucili ad avancarica e a pietra focaia, spesso residuati bellici delle guerre napoleoniche.

#### Ordine di battaglia - forze zulu
Formazione assunta a Isandhlwana, 22 gennaio 1879:
Induna Mnyamana kaNgqengelele e induna Ntshingwayo kaMahole
- Corno destro: amabutho uDududu (1 500 uomini), iMbube (500), isAngqu (1 500), uNokhenke (2 000);
- Petto: ibutho Khandempemvu (2 500) ed alcuni elementi dello uMxhapo;
- Corno sinistro: amabutho uMbonambi (2 000), iNgobamakhosi (4 000), uVe (2 000);
- Fianchi: amabutho uThulwana (1 500), iNdluyengwe (1 000), iNdlondlo (900) e uDloko (2 500).

I valori numerici sono stime approssimative effettuate dai servizi d'informazione britannici allo scoppio della guerra e potrebbero quindi non essere molto accurati; i britannici avevano poi l'abitudine di indicare i reggimenti che condividevano la stessa ikhanda come un'unica unità detta "Corpo", da cui le designazioni "Corpo uNdi" (amabutho uThulwana, iNdluyengwe e iNdlondlo) e "Corpo uNodwengu" (amabutho uDududu, iMbube e isAngqu) talvolta usate nell'elenco delle forze zulu presenti alla battaglia.

## La battaglia

### Chelmsford lascia il campo

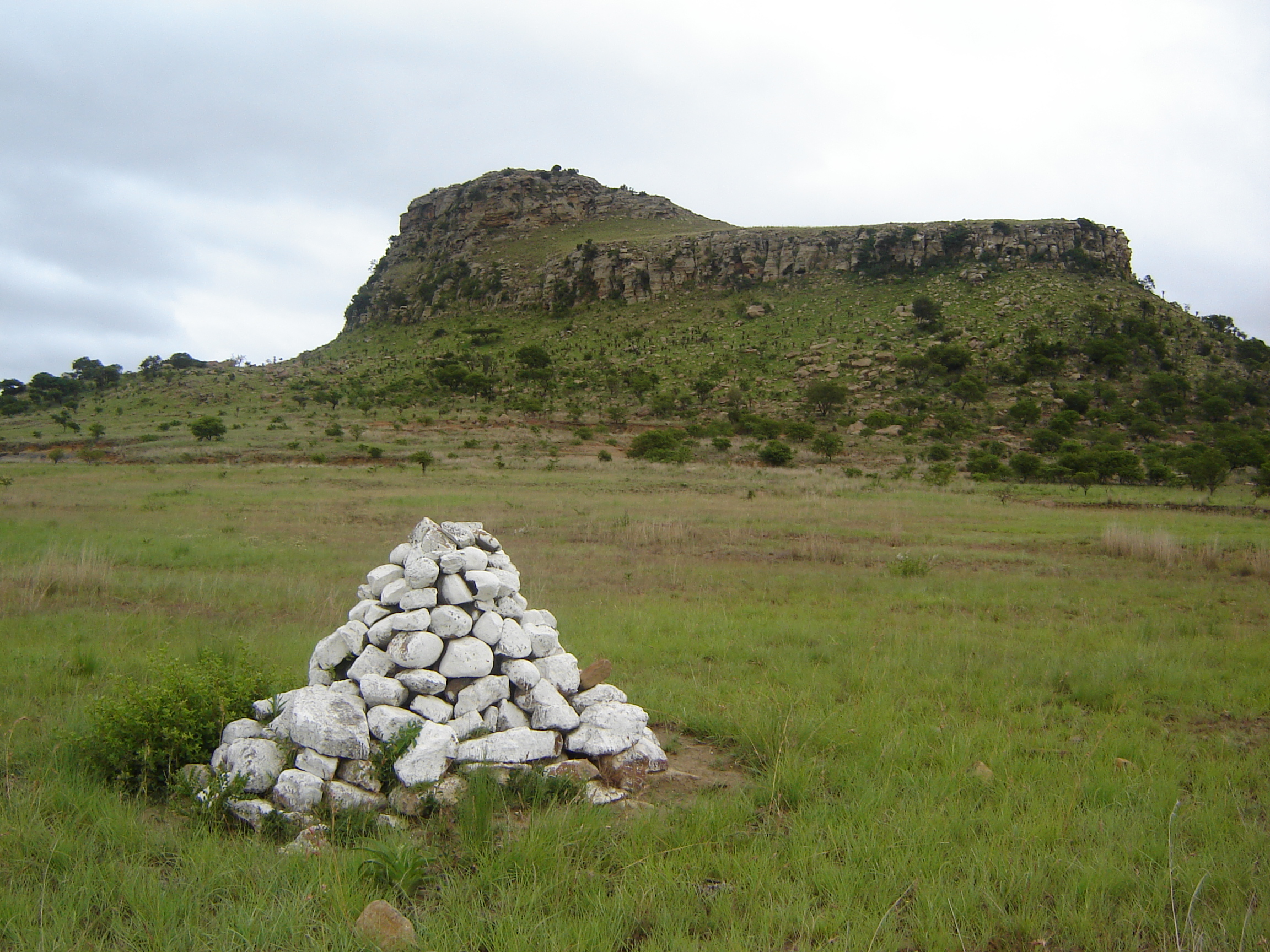
Il monte Isandlwana ripreso nel 2005; l'ometto di pietre bianche indica la collocazione di una delle fosse comuni dove furono seppelliti i caduti britannici

La Colonna N. 3 giunse ai piedi del monte Isandlwana il 20 gennaio e iniziò a disporre il campo. Gli ordini dati da Chelmsford ai suoi subordinati erano di predisporre a ogni sosta misure difensive per gli accampamenti come lo scavo di trincee o l'allestimento di laager (fortificazione tipica dei boeri ottenuta disponendo in cerchio i carri), ma quando Glyn suggerì di fortificare il campo di Isandlwana il generale rifiutò: il terreno era troppo roccioso per scavare trincee e i carri servivano per mantenere il flusso di rifornimenti con il deposito di Rorke's Drift, e inoltre Chelmsford riteneva quella solo una sosta temporanea e desiderava essere pronto a muoversi velocemente; vi erano indicazioni frammentarie sul fatto che l'esercito principale zulu si stesse dirigendo verso la colonna ma la notizia non impensieriva Chelmsford, la cui unica preoccupazione era che gli zulu rifiutassero la battaglia per aggirarlo sul fianco e puntare sul vulnerabile Natal.
Una ventina di chilometri a sud-est del campo, nella gola del fiume Mangeni, si trovava la residenza di un altro capo zulu, Matshana, e la mattina del 21 gennaio Chelmsford inviò il maggiore John Dartnell con sedici compagnie dell'NNC e un distaccamento di truppe a cavallo in esplorazione; verso sera le truppe di Dartnell entrarono in contatto con un gruppo di circa 1 000 zulu in fondo alla gola e ne seguì una confusa scaramuccia tra il terreno accidentato e l'incerta luce del crepuscolo: Dartnell dispose un campo provvisorio per passare la notte sul posto e inviò un rapporto a Chelmsford chiedendo rinforzi per portare avanti l'attacco alle prime luci.
Chelmsford ricevette il rapporto nelle prime ore del 22 gennaio, e vi vide una conferma delle sue aspettative: Dartnell era incappato in una forza zulu, forse anche una parte dell'impi principale, che cercava di sottrarsi allo scontro frontale con il favore del terreno impervio e dell'oscurità. La forza di Dartnell era troppo piccola per affrontare grosse concentrazioni di nemici e alle 04:00 del 22 gennaio Chelmsford lasciò l'accampamento con Glyn, sei compagnie del 2/24º, quattro cannoni, un distaccamento della fanteria a cavallo e i pionieri di colore, dirigendosi verso il Mangeni. A difesa del campo sotto Isandlwana il generale lasciò il tenente colonnello Henry Burmester Pulleine con cinque compagnie del 1/24º, una del 2/24º, due cannoni, quattro compagnie dell'NNC e un centinaio di uomini a cavallo: gli ordini di Pulleine erano di difendere il campo da qualunque attacco nemico e di tenersi pronto a muovere non appena Chelmsford lo avesse richiesto; il generale inviò anche un messaggio a Durnford al Rorke's Drift perché muovesse in fretta la sua colonna verso Isandlwana, in modo da portare le truppe presenti nel campo a circa 1 800 uomini.

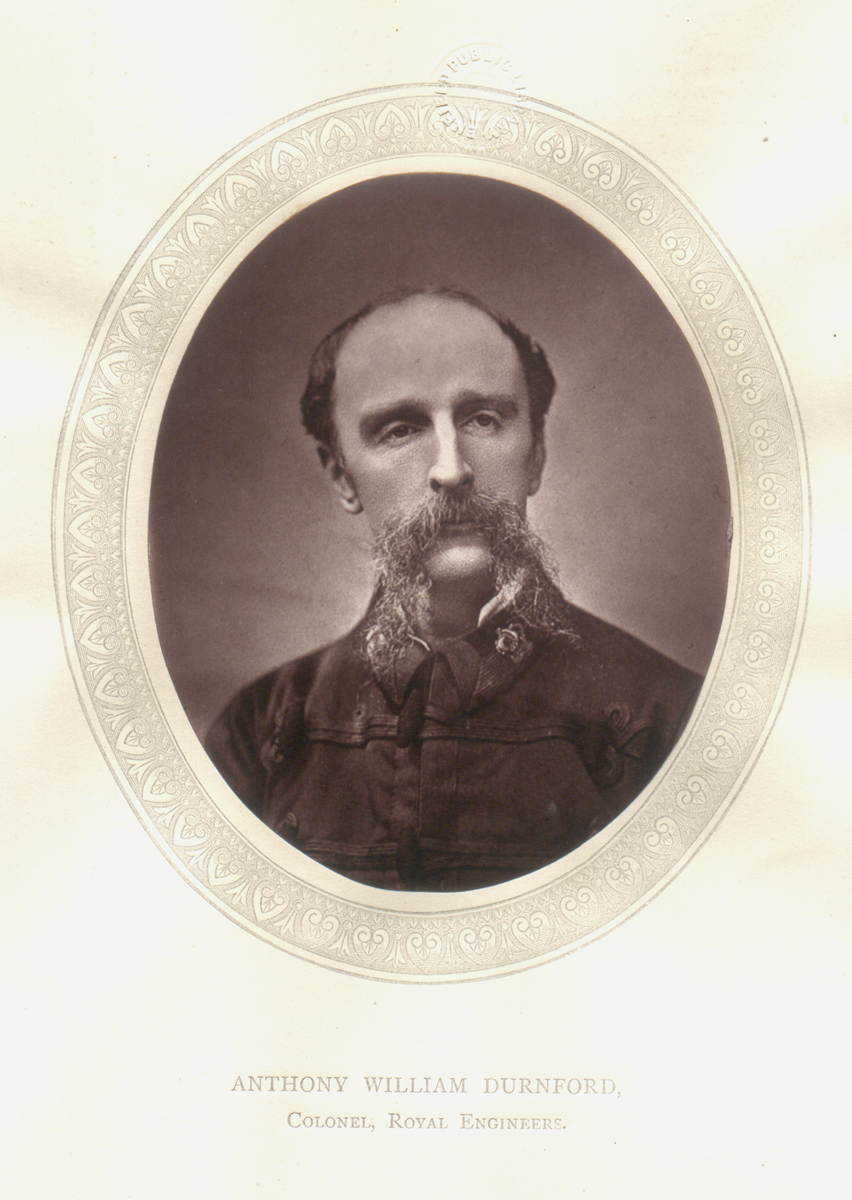
Il colonnello Anthony Durnford

### La scoperta dell'impi
Partito Chelmsford, Pulleine predispose la difesa stabilendo una linea di sentinelle appiedate circa un chilometro e mezzo a est del campo, mentre esploratori a cavallo furono dispiegati sull'altopiano di Nquthu che correva a nord della montagna, parallelo alla pista carovaniera. La situazione si mantenne calma fino alle 08:00, quando una delle vedette a cavallo rientrò nel campo segnalando una grossa formazione zulu in avvicinamento da nord-est, dietro la cresta dell'altopiano: Pulleine fece dare l'allarme e schierare la forza al completo davanti al campo, inviando anche un messaggio a Chelmsford segnalandogli che gli zulu stavano avvicinandosi all'accampamento. Per un'ora e mezzo non successe nient'altro, finché un'altra vedetta a cavallo riportò che la forza zulu si era frazionata in più gruppi che avevano piegato verso nord, scomparendo oltre l'orizzonte; questo rapporto era stato appena ricevuto da Pulleine quando Durnford arrivò al campo.
Durnford non aveva ricevuto ordini precisi da Chelmsford su cosa fare una volta giunto nel campo: il comandante della Colonna N. 2 era più alto in grado e con maggior anzianità di servizio rispetto a Pulleine, ma Durnford ritenne improbabile che il suo scopo fosse solo quello di prendere il comando del campo. Dal Mangeni giungevano rumori di cannonate e questo fece supporre a Durnford e Pulleine che Chelmsford fosse entrato in contatto con l'impi principale: il contingente avvistato dagli esploratori poteva forse essere una forza secondaria zulu che tentava di aggirare le unità di Chelmsford per prenderle alle spalle e Durnford decise di portare le sue truppe verso est per sventare questa manovra. Il colonnello richiese l'appoggio di due compagnie del 24º ma Pulleine, ligio agli ordini di Chelmsford che gli imponevano di difendere il campo, rifiutò: i due si lasciarono comunque cordialmente e Pulleine promise di appoggiare Durnford in caso di contatto con il nemico.
Alle 11:30 la Colonna N. 2 lasciò il campo: Durnford ordinò al capitano George Shepstone di prendere due plotoni dell'NNH e di salire sull'altopiano di Nquthu a nord-est per scacciare ogni concentrazione di zulu che avesse incontrato, mentre il colonnello stesso conduceva il resto della colonna verso est lungo la pista per tagliare la via di ritirata al nemico; poco dopo Pulleine spedì la compagnia del tenente Cavaye del 1/24º sugli approcci occidentali dell'altopiano, per controllare che il nemico non stesse girando intorno al monte Isandlwana per aggirare il campo britannico. Circa sei chilometri e mezzo a est del campo gli uomini di Shepstone avvistarono una mandria di bestiame condotta da alcuni zulu, che subito cercarono riparo dietro una piega del terreno; il tenente Raw e alcuni uomini dell'NNH si lanciarono al loro inseguimento, ma non appena arrivarono sul ciglio della piega si bloccarono: davanti a loro si apriva la profonda vallata del fiume Ngwebeni, occupata non da una forza secondaria zulu ma dai 20 000 guerrieri dell'impi principale.

### Usuthu!

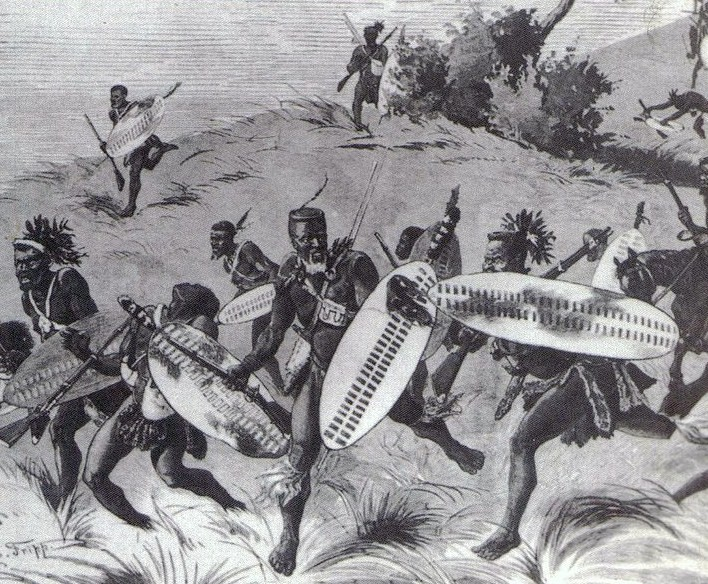
Guerrieri zulu alla carica in campo aperto

L'impi aveva lasciato Ulundi il 17 gennaio, muovendo lentamente verso ovest incontro alla colonna N. 3, che dopo l'attacco alla residenza di Shiayo era ritenuta la minaccia più importante; l'armata giunse nella vallata del fiume Ngwebeni, a nord-est di Isadlwana, nel pomeriggio del 21 gennaio e qui si fermò: l'intenzione degli induna era di sostare e riposare per tutto il 22 gennaio, perché l'imminente novilunio era considerato un cattivo auspicio per iniziare un'azione così importante come l'assalto all'accampamento britannico. L'avvistamento degli uomini di Raw cambiò tutto: i guerrieri del reggimento più vicino, il Khandempemvu, si alzarono di scatto e caricarono i britannici lanciando il tradizionale grido di guerra "Usuthu! ", trascinandosi dietro il resto dell'armata; mentre i cavalleggeri si ritiravano sparando, gli zulu assunsero automaticamente la formazione impondo zankomo: il Khandempemvu e alcuni elementi dello uMxhapo formarono il "petto", lo uMbonambi, lo iNgobamakhosi e l'uVe formarono il "corno sinistro", che piegò a sud-ovest per tagliare la linea d'avanzata di Durnford, mentre l'uDududu, lo iMbube, lo isAngqu e l'uNokhenke formarono il "corno destro", che procedette lungo la vallata del Ngwebeni per aggirare Isandlwana e prendere alle spalle le forze britanniche; gli induna riuscirono a trattenere solo i reggimenti accampati più lontano dal luogo dell'avvistamento, l'uThulwana, lo iNdluyengwe, lo iNdlondlo e l'uDloko, che andarono a formare la riserva.

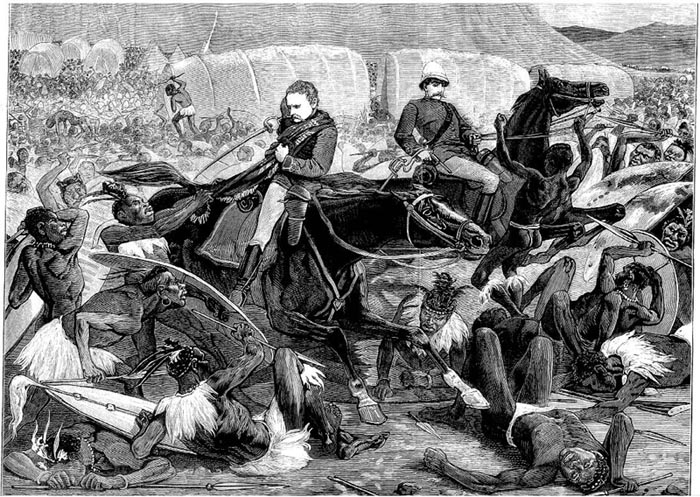
La battaglia in una stampa dell'epoca

Raw si ricongiunse al reparto di Shepstone, che spedì un messaggero a Durnford e poi partì al galoppo con i suoi uomini verso l'accampamento per avvisare Pulleine; il capitano giunse poco prima di un messaggero di Chelmsford, che portava l'ordine per Pulleine di levare il campo e ricongiungersi alle sue forze: il colonnello mandò un messaggio di risposta in cui spiegava di essere sotto attacco e di non potersi muovere "al momento". Pulleine fece suonare l'allarme e inviò la compagnia del capitano Mostyn in rinforzo all'altra compagnia già spiegata sull'altopiano a nord-ovest: i britannici arrivarono in cima giusto in tempo per vedere gli uomini di Cavaye aprire il fuoco circa 500 metri più sotto sul corno destro zulu, intento nella sua manovra aggirante alle spalle della montagna. Durnford stava continuando ad avanzare lungo la pista quando ricevette il messaggio di Shepstone, giusto poco prima che davanti a lui si materializzasse il corno sinistro zulu: i cavalleggeri dell'NNH di Durnford si ritirarono con ordine verso il campo, fermandosi di tanto in tanto per tirare una salva di fucileria sugli zulu avanzanti. La batteria dei lanciarazzi del maggiore Russell, rimasta attardata, si ritrovò improvvisamente davanti una massa di guerrieri zulu, e i britannici riuscirono a malapena a lanciare una salva di razzi prima di essere falciati da una scarica di fucileria; la batteria venne poi travolta e lo stesso Russell ucciso.
La massa del "petto" zulu che avanzava sulla piana davanti al campo fece capire a Pulleine che quello era un grosso attacco: i due cannoni del maggiore Stuart Smith furono posizionati sul bordo di un crepaccio 500 metri davanti al campo e aprirono il fuoco; alla sinistra dei pezzi d'artiglieria si dispose la compagnia del tenente Porteous mentre a destra si piazzarono quella del capitano Wardell e quella del tenente Pope (l'unica del 2/24º presente). Pulleine richiamò Mostyn e Cavaye dalla loro esposta posizione sull'altopiano, proteggendo il loro ripiegamento con gli uomini a cavallo di Shepstone e l'ultima delle sue compagnie, quella del capitano Younghsband: questi uomini si congiunsero alla sinistra di Porteous, estendendo la sottile linea britannica fino alle pendici nord-occidentali del monte Isandlwana, in una formazione a leggero semicerchio davanti al campo; l'NNC venne disposto, con un certo disordine, alla destra di Pope, a prolungare la linea verso sud-est. I britannici aprirono un intenso fuoco e riuscirono a inchiodare il "petto" zulu in una leggera depressione a circa 300 metri dalla linea di difesa; i fanti potevano godere della protezione di una serie di massi disposti lungo il bordo del crepaccio, ma la linea assunta era troppo lunga per il basso numero di uomini disponibili, che, di conseguenza, si ritrovarono molto sparpagliati.

### Cedimento e crollo

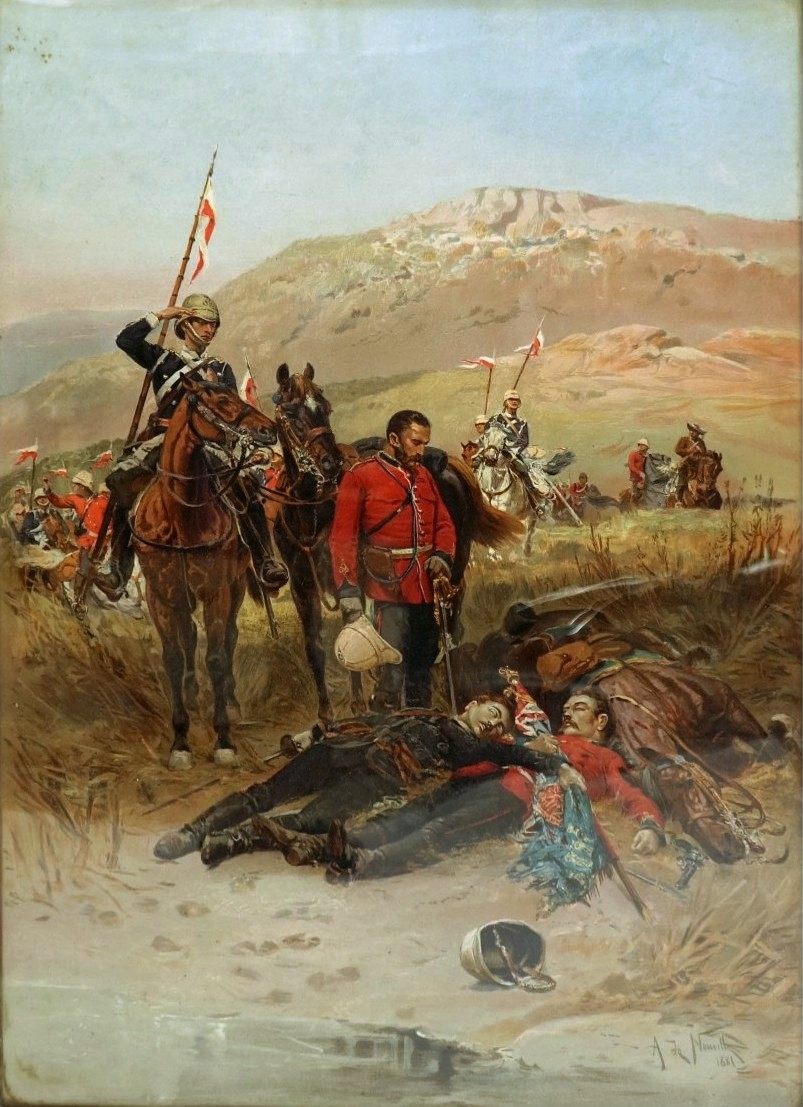
I corpi di Melvill e Coghill sono ritrovati dai britannici dopo la battaglia

A circa un chilometro e mezzo a sud-est dal campo, Durnford fece fermare i suoi cavalleggeri indigeni e li dispose appiedati lungo il bordo del crepaccio, collegandosi alla meno peggio con il fianco destro della fanteria dell'NNC di Pulleine: rinforzati anche da alcuni cavalleggeri giunti dall'accampamento, gli uomini del colonnello aprirono un intenso fuoco sul corno sinistro che continuava ad avanzare. Per circa mezz'ora i cavalleggeri indigeni di Durnford riuscirono a mantenere inchiodati gli zulu alle loro posizioni, ma le munizioni iniziarono a scarseggiare: furono inviate staffette al campo per fare rifornimento, ma ebbero difficoltà a trovare i carri della colonna mentre i furieri delle altre unità si rifiutarono di dare le munizioni ai soldati indigeni. L'affievolirsi del fuoco da parte degli uomini di Durnford consentì ai reggimenti iNgobamakhosi e uVe di piegare ulteriormente a sinistra e di aggirare il fianco scoperto della linea britannica; con la sua posizione divenuta intenibile, verso le 13:00 Durnford ordinò ai suoi uomini di montare in sella e di ripiegare sul campo: vedendo questo movimento i fanti dell'NNC furono colti dal panico e, gettate le armi, si diedero a una scomposta fuga in direzione sud-ovest.
Con il suo fianco destro in via di dissoluzione Pulleine cercò di arretrare il suo schieramento in una posizione più raccolta ai piedi della montagna; approfittando del calo del ritmo di fuoco il petto zulu scattò in avanti e travolse la linea britannica: le compagnie del 24º cercarono di schierarsi in quadrato, ma la manovra non riuscì e i soldati si ritrovarono frammentati in vari gruppi e gruppetti, ricacciati nell'accampamento e ben presto soverchiati dalla massa dei guerrieri zulu una volta terminate le munizioni. Come ricompensa per il loro buon comportamento durante la battaglia Durnford congedò gli uomini dell'NNH e concesse loro di abbandonare il campo: con un gruppetto di volontari il colonnello oppose un'ultima resistenza ai piedi della montagna finché non fu travolto e ucciso; vi sono diversi resoconti sulla morte di Pulleine ma i più attendibili lo danno per ucciso all'interno del campo, insieme con un gruppo di soldati del 24º che stava cercando di radunare.
Alcuni gruppi cercarono di ritirarsi attraverso il terreno impervio dietro al monte Isandlwana, ma trovarono la via sbarrata dal corno destro zulu, che aveva completato la sua lunga manovra aggirante: l'unica via di fuga rimasta in parte percorribile partiva dall'angolo sud-est del campo di battaglia e scendeva fino al fiume Mzinyathi qualche miglio a valle di Rorke's Drift, dove si trovava il piccolo guado di Sothondose's Drift (poi ribattezzato Fugitive's Drift) che conduceva nel Natal; le piogge avevano però molto ingrossato il corso del fiume e molti sopravvissuti furono travolti dalla corrente e annegarono, mentre dalla riserva zulu sopraggiunse il reggimento iNdluyengwe per dare la caccia ai superstiti lungo i declivi rocciosi ai lati del fiume. Il soldato Samuel Wassall, della fanteria a cavallo, si guadagnò una Victoria Cross, massima onorificenza britannica, in questa occasione: dopo aver attraversato il fiume in sella al suo cavallo, tornò indietro per soccorrere un compagno che stava per annegare, portandolo in salvo sulla riva del Natal prima che gli zulu arrivassero.
Uno degli episodi più famosi della ritirata fu il tentativo di salvataggio della bandiera del 24º: il tenente Teignmouth Melvill, aiutante di campo di Pulleine, ricevette l'ordine di mettere in salvo la bandiera della Regina del 24º e, accompagnato dal tenente Nevill Coghill, riuscì a farsi strada a cavallo fino alla riva del Mzinyathi; mentre tentava di attraversare il fiume, tuttavia, Melvill fu disarcionato dalla forte corrente e perse la presa sulla bandiera, mentre Coghill, che tentava di venire in suo aiuto, ebbe il cavallo ucciso da un colpo di arma da fuoco. I due riuscirono a raggiungere la riva del Natal, ma qui furono sorpresi da un gruppo di zulu che aveva attraversato il fiume e uccisi dopo una breve lotta; per la loro azione entrambi i tenenti furono insigniti postumi della Victoria Cross. Le ultime resistenze organizzate furono infine travolte intorno alle 15:30: dei circa 1 800 uomini presenti nel campo, sopravvissero solo 60 bianchi e circa 400 ausiliari neri.

## Conseguenze

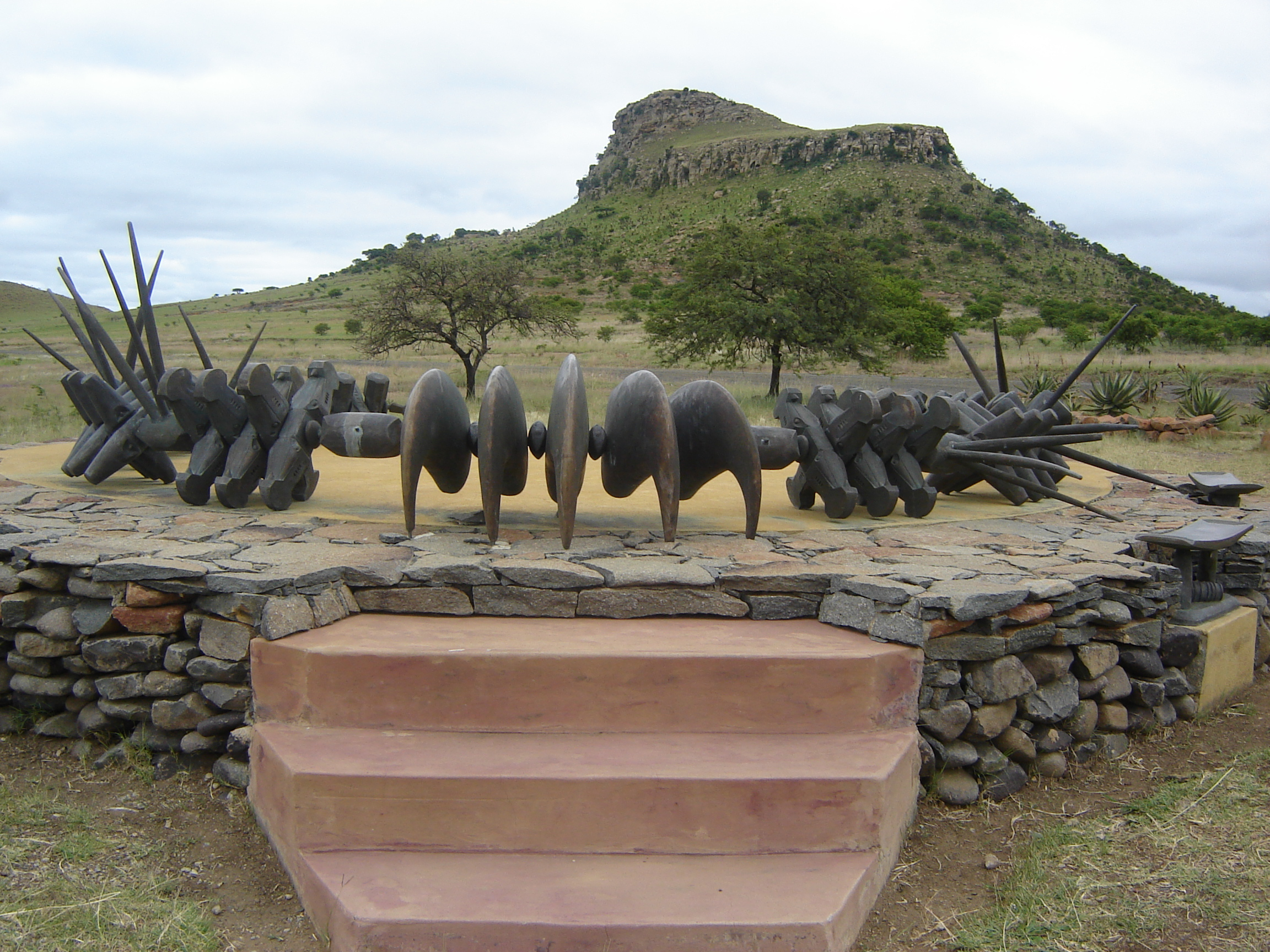
Il moderno monumento eretto in onore dei caduti zulu della battaglia

Nella gola del Mangeni, a 19 chilometri di distanza, Chelmsford continuava a ignorare il destino delle sue forze ad Isandlwana: i messaggi di Pulleine sui contatti con gli zulu erano stati ricevuti ma non comunicavano grande allarme, e in ogni caso il generale riteneva di aver lasciato a guardia del campo forze sufficienti; benché si udissero chiaramente colpi di cannone provenienti da Isandlwana, con i cannocchiali degli ufficiali si poteva constatare che le tende erano tutte in piedi e ciò fu considerato la prova che andava tutto bene. Chelmsford non aveva trovato, come aveva sperato, l'impi principale nella gola, ma solo gruppi sparsi di guerrieri che lo avevano impegnato in una serie di scaramucce. In mattinata il generale ordinò al 1º Battaglione del 3º Reggimento NNC del comandante Hamilton-Browne di rientrare al campo; i soldati percorsero solo pochi chilometri prima di avvistare una massa di guerrieri zulu all'orizzonte: era il corno sinistro, impegnato nella sua manovra aggirante. Hamilton-Browne comunicò subito l'avvistamento a Chelmsford, e gli riferì che da lontano si vedevano combattimenti avere luogo tra le tende del campo. La notizia venne confermata anche da un'altra fonte: quella mattina il comandante Lonsdale dell'NNC, sofferente per un colpo di calore, era rientrato al campo per conto proprio; in stato di semi-incoscienza era arrivato alle tende solo per accorgersi che il campo era pieno di zulu intenti a saccheggiarlo: riuscì a girare il cavallo e ad allontanarsi senza essere notato.
Chelmsford radunò la sua piccola forza e tornò indietro, giungendo a Isandlwana ormai di sera: il generale fece disporre i suoi uomini per il combattimento, ma gli unici zulu rimasti erano pochi sbandati che si affrettarono a scomparire all'orizzonte. Gli zulu avevano saccheggiato il campo, incendiando le tende e i carri e si erano impossessati delle scorte di munizioni oltre a 1 000 moderni fucili; poi, dopo aver sottoposto i corpi dei caduti britannici a uno sventramento rituale, l'armata si era lentamente incamminata verso est, lungo la strada già percorsa all'andata, dopo aver riportato nello scontro circa 1 000 caduti (molti furono seppelliti in qualche crepaccio o capanna isolata nei pressi del campo di battaglia) oltre a un numero doppio di feriti, molti destinati a morire nei giorni seguenti a causa della mancanza di cure mediche moderne. Chelmsford fece bivaccare i suoi uomini sul campo di battaglia: i bagliori che si distinguevano a ovest indicavano che l'avamposto di Rorke's Drift era sotto attacco e che quindi i superstiti della Colonna N. 3 si trovavano isolati in territorio nemico. I soldati vennero svegliati prima dell'alba del 23 gennaio e si diressero verso il Mzinyathi lungo la vecchia pista; a un certo punto fu avvistato un folto gruppo di zulu diretto in senso contrario, ma entrambi i contendenti dimostrarono di non avere intenzione di ingaggiare battaglia e le due forze passarono a distanza senza disturbarsi. Intorno alle 07:00 gli uomini di Chelmsford guadarono il fiume al Rorke's Drift e la fanteria a cavallo venne inviata in esplorazione verso il magazzino: non senza una certa sorpresa, gli esploratori si accorsero che la postazione era ancora in mani britanniche.
Rimasta ai margini della grande battaglia, una parte della riserva zulu sotto la guida del principe Dabulamanzi kaMpande, fratellastro del re, aveva piegato verso il Mzinyathi e, contravvenendo all'ordine reale di non entrare nel Natal, lo aveva attraversato dirigendosi verso l'avamposto britannico, che era ritenuto una facile preda. Preavvertito con un'ora di anticipo dai fuggitivi di Isandlwana, il tenente del genio John Chard, comandante della postazione, aveva fatto fortificare l'avamposto con una serie di barricate: benché gli uomini dell'NNC assegnati alla postazione avessero disertato all'approssimarsi del nemico, la guarnigione britannica (la compagnia B del 2/24º, sotto il tenente Gonville Bromhead) aveva resistito per tutto il pomeriggio e la notte agli attacchi degli zulu che, incapaci di espugnare il fortino improvvisato, si erano infine ritirati alle prime luci dell'alba. Chelmsford si congratulò con i difensori e acquartierò i superstiti della Colonna N. 3 nella postazione.
La notizia della disfatta di Isandlwana si sparse rapidamente per tutto il Natal, inducendo i coloni ad abbandonare gli insediamenti più isolati per rifugiarsi nei centri maggiori; tutti, a cominciare da Chelmsford, si attendevano a momenti l'inizio di una massiccia invasione della colonia da parte degli zulu, ma nulla di tutto ciò accadde: stremato dalla dura battaglia l'impi era rientrato a Ulundi e si era disperso per riprendersi, con i guerrieri impegnati nei complessi rituali religiosi di purificazione. Le prime notizie sulla battaglia giunsero nel Regno Unito l'11 febbraio, scatenando forti proteste da parte dell'opinione pubblica britannica: la sconfitta venne ritenuta la peggiore mai riportata dall'esercito britannico sotto il regno della regina Vittoria e il governo del primo ministro Benjamin Disraeli, che pure non aveva voluto la guerra, si trovò costretto a prendere provvedimenti per riscattare l'onore nazionale, visto che negoziare la pace in queste condizioni sarebbe stato politicamente inaccettabile; i rinforzi prima negati a Chelmsford vennero spediti in Sudafrica in gran numero, in preparazione di una nuova campagna punitiva.

## Nella cultura di massa
- La battaglia è citata nel film Zulu (1964), regia di Cy Endfield, il quale è però più incentrato sullo scontro di Rorke's Drift.
- Il film Zulu Dawn (1979), regia di Douglas Hickox, racconta nel dettaglio lo svolgimento della battaglia.